# 108-ма окрема бригада територіальної оборони (Україна)
108-ма окрема бригада територіальної оборони (108 ОБрТрО, в/ч А7036) — військове формування Сил територіальної оборони Збройних сил України. Дислокується у Дніпропетровській області. Бригада перебуває у складі Регіонального управління «Схід» Сил ТрО.
Була створена у 2018 році як кадроване з'єднання. Після російського повномасштабного вторгнення 2022 року відмобілізована, бере участь у боях.

## Історія
27 вересня 2018 р. на Дніпропетровщині на базі військової частини ЗС України розпочались навчальні збори із стрілецькою ротою бригади тероборони області.
15–17 травня 2019 р., на Дніпропетровщині пройшли планові командно-штабні навчання з територіальної оборони. Навчання проходили у різних локаціях обласного центру.
У квітні-травні 2022 року 108 окрема бригада ТрО зайняла оборону на Донецькому напрямку та стримала переважаючі сили  ворога у районі Великої Новосілки. 
Після нетривалого відновлення бригада зайняла смугу відповідальності на Запорізькому напрямку, де станом на травень 2025 веде бої з російськими окупантами.
В жовтні 2022 року бригада отримала бойовий прапор.

## Структура
- управління (штаб)[5]
- 6-й окремий батальйон[6]
- 98-й окремий батальйон територіальної оборони (м. Дніпро)
- 99-й окремий батальйон територіальної оборони (м. Кам'янське)[7]
- 100-й окремий батальйон територіальної оборони (м. Нікополь)[8]
- 101-й окремий батальйон територіальної оборони (м. Кривий Ріг)[9]
- 102-й окремий батальйон територіальної оборони (м. Самар)
- 103-й окремий батальйон територіальної оборони (м. Павлоград)
- 203-й окремий батальйон територіальної оборони (м. Синельникове)
- комендантська рота
- рота логістики
- інженерна рота
- вузол зв'язку
- зенітно-артилерійський взвод
- автомобільна рота

## Командування
- 2018—2022: підполковник Олександр Падецький[10][5]
- 2022: підполковник Олег Сивоконь[11][5]
- з 2022 по 2024: полковник Дмитро Герасименко[12][5]
- З 2024 по нині полковник Сергій Зубенко.

## Символіка
Нарукавний знак бригади являє собою геральдичний щит блакитного кольору з жовтою зубчатою главою та оздоблений жовтим кантом. Центральним елементом емблеми є синє поле щита, усіяне дев'ятьма золотими восьмипроменевими зірками, які також присутні на гербі Дніпропетровської області.

## Втрати
- 26 квітня 2022 — Мусін Дмитро Олександрович, старший сержант.
- 6 вересня 2022 — Шаталов Андрій Артемович , лейтенант, командир взводу, 203-й батальйон. Загинув поблизу села Нескучне Волноваського району Донецької області [14][15]
- 3 серпня 2023 — Стрілець Вадим Григорович («Медоїд»), старший сержант. Загинув у Гуляйпільському районі.[16]
- 27 квітня 2024 — Білоусов Володимир, молодший сержант. Загинув на Запоріжжі.[17]

### Новини
- Навчання територіальної оборони Дніпра [Архівовано 19 січня 2019 у Wayback Machine.]